# Mus callewaerti
Mus callewaerti é uma espécie de roedor da família Muridae.
Pode ser encontrada na Angola e na República Democrática do Congo.